# Картографско сътрудничество
Картографско сътрудничество (на английски: Collaborative mapping) представлява уеб картографиране осъществявана неофициално от потребители – физически и юридически лица под няколко различни форми.